# Здонкув
Здонкув (пол. Zdonków) — село в Польщі, у гміні Борковиці Пшисуського повіту Мазовецького воєводства.
Населення — 260 осіб (2011).
У 1975-1998 роках село належало до Радомського воєводства.

## Демографія
Демографічна структура станом на 31 березня 2011 року:
|          | Загалом | Допрацездатний вік | Працездатний вік | Постпрацездатний вік |
| -------- | ------- | ------------------ | ---------------- | -------------------- |
| Чоловіки | 140     | 28                 | 100              | 12                   |
| Жінки    | 120     | 27                 | 61               | 32                   |
| Разом    | 260     | 55                 | 161              | 44                   |